# بوندارا
بوندارا یک منطقهٔ مسکونی در جیبوتی است که در منطقه دخیل واقع شده‌است. بوندارا ۳۸۷ نفر جمعیت دارد و ۴۷۰ متر بالاتر از سطح دریا واقع شده‌است.